# 足助重範
足助 重範（あすけ しげのり、正応5年（1292年） - 正慶元年/元弘2年5月3日（1332年5月27日））は、鎌倉時代末期の武将。三河国加茂郡足助庄を拠点とした足助氏の七代目惣領。仮名は三郎。足助六郎次郎貞親（重成）の嫡男。兄に重治、弟に重春。子に九郎重政、二条良基との間に犬山城主成瀬氏の祖・成瀬基久を産んだとされる娘・滝野らがいる。

## 概要
飯盛山城主であった父貞親が、後醍醐天皇の倒幕に参加するために京都に入ったが、共謀者の土岐頼員が事を漏らしたために六波羅探題に露見されて、父は土岐頼兼、多治見国長らとともに少数の軍勢で交戦したが戦死、あるいは自刃して果てた（正中の変）。　
弓の名手としても知られる重範は、父の後を継いで元弘元年（1331年）の元弘の乱の際、錦織俊政らと共に後醍醐天皇方に味方した。同年9月の笠置山の戦いでは天皇の元へ最初に馳せ参じ、幕府方の大軍を相手に強弓を以て荒尾九郎・弥五郎兄弟を討ち取るなど奮戦したが、笠置山の陥落後に捕縛され、翌2年5月3日、京都六条河原で処刑された（『太平記』巻四「笠置囚人死罪流刑事付藤房卿事」）。

## 栄典
- 1933年（昭和8年）5月26日 - 贈従三位[2]